# Microserica obscurella
Microserica obscurella är en skalbaggsart som beskrevs av Moser 1916. Microserica obscurella ingår i släktet Microserica och familjen Melolonthidae. Inga underarter finns listade i Catalogue of Life.